# John Boyd Dunlop
John Boyd Dunlop (Dreghorn, 5. veljače 1840. – Dublin, 23. studenog 1921.), škotski veterinar i izumitelj. Godine 1888. od gumene cijevi za polijevanje konstruirao je prve zračnice za bicikl kojim je obilazio seoska gospodarstva (pneumatike za tricikl svojega sina), ne znajući za sličan patent R. W. Thomsona iz 1845. Godinu dana nakon toga patentirao je izum pneumatika za vozila te osnovao dioničko društvo za izradu pneumatskih guma. Prema njemu je osnovana tvrtka Dunlop Rubber Company Ltd. koja je sredinom 20. stoljeća postala najpoznatija tvornica za proizvodnju teniskih loptica. Zaslužan je i za izum Dunlopova ventila.

## Pneumatik
Pneumatik (prema grč. πνευματιϰός: koji se odnosi na vjetar, zrak, dah) je zrakom napuhani elastični dio kotača cestovnoga vozila (često se naziva automobilska guma, kamionska guma ili druga guma). Pneumatik treba vozilu osigurati dobro prianjanje i prijenos uzdužnih i bočnih sila na površinu ceste, što manji otpor kotrljanja, dobro prigušivanje vibracija i što manju buku, uz što veću trajnost. To se postiže odgovarajućim ustrojem građe gume, izborom izmjera (dimenzija), materijala, profilacije i drugim. Danas se osim pneumatskih guma proizvode i gume napunjene polimernim materijalom, koje zadržavaju oblik i funkciju čak i ako se probuše.
Osnovni su dijelovi automobilske gume: 
- vanjski sloj s profiliranim gaznim slojem i bokom gume;
- karkasa ili kostur, koji nosi opterećenje kada je guma napuhana;
- korda, to jest gumirane niti od kojih su sastavljeni slojevi platna.

Automobilske se gume razlikuju prema kutu polaganja kordnih niti u odnosu na uzdužnu os gaznoga sloja: 
- kod dijagonalnih guma niti su položene naizmjenično koso,
- a kod radijalnih guma su pod pravim kutom. Danas su sve gume radijalne, a označavaju se dogovorenim oznakama.